# Chefferie supérieure du canton Bele-Bele
La chefferie supérieure du canton Bele-Bele est une institution traditionnelle de 1er degré au Cameroun située dans l'arrondissement de Douala IV et se confond à Bonaberi.

## Géographie
La chefferie supérieure du canton Bele-Bele est situé dans l'arrondissement de Douala IV, dans le département du Wouri de la région du littoral. Le canton Bele-Bele est limité au nord par Bwadibo auquel il est séparé par l'affluent Mukwele, au sud par les cantons Bell, Akwa et Deido, à l'ouest par l'ile de Manoka et à l'est par l'île de Jebale.

## Histoire
A l'origine, le peuple Duala ne possède qu'un seul roi nommé Dooh La Makongo. Avec le temps, le royaume s'est subdivisé en six grandes chefferies de cantons parmi lesquelles, la chefferie supérieure du Canton Bele-Bele.

## Souverains successifs
Depuis 1804, la chefferie est dirigée de génération en génération. Aujourd'hui, Paul Milord Mbappe Bwanga est l'actuel roi du canton Belè-Belè après une vancance du pouvoir de 10 ans.
| 8 | 2003-     | Paul Milord MBAPPE BWANGA                    |
|   | 1993-2003 | JANGWA MUKUDI (assure la vacance de pouvoir) |
| 7 | 1973-1993 | Enis Richard NEN KUM MBAPPE                  |
| 6 | 1945-1971 | Théodore BWANGA KUM                          |
| 5 | 1940-1945 | TICKY MBAPPE                                 |
| 4 | 1923-1940 | MBAPPE BWANGA                                |
| 3 | 1916-1922 | NDUMBE KUM                                   |
| 2 | 1846-1916 | KUM'A MBAPPE "Lock Priso"                    |
| 1 | 1804-1846 | MBAPPE BELLÈ                                 |

## Population
Le canton Bele-Bele est l’un des six cantons du 1er arrondissement de la ville de Douala. Il est classé dans la nomenclature administrative des chefferies traditionnelles de premier degré et une population cosmopolites. Ce canton est constitué des villages : Bonassama, Bonamikano, Bonambappe, Bonendale, Bonendale, Sodiko, Bojongo, Bonamatoumbè, Jebalè 1, Jébalè 2.